# Kikie Crêvecœur
Kikie Crêvecœur, née à Bruxelles le 14 octobre 1960 est une graveuse, plasticienne et illustratrice belge. Elle utilise surtout la gravure sur gomme, la linogravure et la lithographie. Elle vit et travaille à Bruxelles.

## Biographie
Kikie Crêvecœur est née à Bruxelles, le 14 octobre 1960.

### Formation
Kikie Crêvecœur étudie à l’Atelier gravure, graphisme et images de l’Académie royale des Beaux-Arts de Bruxelles où elle suit notamment les cours de Georges Meurant, Roger Dewint et Igor Swingedau.
Après des formations complémentaires dans les académies de Liège (xylographie et lithographie) et de Watermael-Boitsfort (cours de croquis de Lucien Brate), elle participe à des échanges culturels et résidences d'artistes, à l’Académie internationale d’Urbino (Italie), au Frans Masereel Centrum à Kasterlee, à l’Atelier Presse-papier, Trois-Rivières (Québec), à l’Atelier de gravure AJAC, Moutier (Suisse),.

### Carrière
Depuis 1985, elle est membre du collectif d’artistes Razkas à Bruxelles.
En 1988, Kikie Crêvecœur commence à enseigner la gravure et la lithographie à l’Académie des Beaux-Arts de Watermael-Boitsfort, fonction qu'elle exerce encore aujourd'hui.
De 1994 à 2000, elle est assistante du cours de gravure de l’Académie Royale des Beaux-Arts de Bruxelles
De 1989 à 2005, elle est professeure de gravure et de lithographie à l’Académie Internationale d’Eté de Wallonie.
Elle est membre du jury de le 9e Biennale Internationale d’Estampe Contemporaine de Trois-Rivières, Québec, en 2014.

## Parcours artistique

### Les gommes
À partir de 1986, Kikie Crêvecœur développe sa technique de gravure en relief sur des gommes à effacer. Elle utilise dès lors intensivement cette technique qui devient sa marque de fabrique. 
Cette technique très souple, ne nécessitant aucun matériel sophistiqué, permet de réaliser des impressions à peu près partout et a un caractère très ludique. Les premières impressions sont des œuvres uniques, puis, rapidement, elle commence  à produire des séries autour de thèmes donnés. Elle les appelle ses « gammes de gommes ». 
Elle remplit des pages entières de ses compositions rythmées, cadencées, d'abord figuratives, puis tendant vers l'abstraction.
Les estampes ainsi réalisées forment une narration, semblable à une bande-dessinée.
Chaque impression constitue un exemplaire unique, les gommes étant assemblées toujours de façons différentes. Kikie Crêvecœur en propose cependant des tirages numérotés, jusqu'à vingt exemplaires.
Avec les gommes, elle réalise aussi de longues frises illustrant un voyage, une rencontre, un épisode de sa vie. 

### Gravure sur linoleum
À partir de 1989, l'idée de rythme, déjà très présente, l'emporte sur l’art figuratif et elle se rapproche de l'abstraction. Tout en continuant la gravure sur gommes, elle agrandit ses formats et passe à la gravure sur linoleum et travaille toujours par séries. Ce travail est plus libre, plus spontané.
Son univers évolue ensuite vers la nature, le monde organique et végétal, qui nous entoure.
Une de ses séries, Bribes et échappées, présente un ensemble de 39 linoleums sur 3 bandes, indissociables mais permutables, évoquant la nature sans pour cela la représenter.  
À la suite de sa collaboration avec Christine Caillon, pour l’ouvrage Autoportraits en arbres, Kikie Crêvecœur développe sa recherche sur les possibilités graphiques de l’arbre. Les gravures s'attachent au feuillage, à l'enchevêtrement des branches, la couleur prend parfois sa place dans les compositions. 
De multiples gommes gravées et imprimées une à une, forment des mosaïques de grand format représentant un fouillis de feuilles ou de branches, des troncs d'arbres... Dans cette série de compositions, on trouve  par exemple Du vent dans les nuages, le Jour avant le vent, Canopée ou Passages. Les linogravures de la série Trognes représentent les sommets taillés des saules, comme des visages avec de beaux aplats noirs.

### Livres d'artiste
L'illustration de livres, le livre d'artiste, les cartes et les affiches sont des supports de choix pour les gravures de Kikie Crêvecoeur
Au début des années 1990, elle réalise ses premiers livres-objets, dont les pages se plient et se déplient :
- Livre-ivre  (1990, seconde version en 1994) : une boucle se déploie sur une suite de feuillets juxtaposés. Livre objet sur papier fait à la main par l'artiste avec 10 gravures sur gommes en noir et blanc et un papier noir[8].
- Lettre d’amour : un jeu de cartes sur le thème de l'amour.
- Les coups leurres de la guerre, fond-mâle (1995), évoque les désastres de la guerre dans l'ex-Yougoslavie. trois gravures sur gommes insérées dans un encartage en papier artisanal rouge sang découpé en croix[9].

D'autres livres personnels suivront : 
- Les Petits Oiseaux de Mon Jardin, 2014, Tandem[10].
- Été, 2018, Tandem.
- Nuit et jour, La Pierre d’Alun.

Elle participe à de nombreux projets littéraires pour lesquels elle collabore avec d'autres artistes, des graveurs, des éditeurs, ou des écrivains, entre autres, André Balthazar, Michel Bernard, Christine Caillon, Ben Durant, Eddy Devolder, Corinne Hoex, Jacques Izoard, Caroline Lamarche, Bernard Legaz, Serge Meurant, Amélie Nothomb et Colette Nys-Mazure. Au-delà de la simple illustration, Kikie Crêveœur cherche, dans ses livres, à lier texte et image, à les mettre en dialogue.
Avec les éditions Tandem, Kikie Crêvecœur et Caroline Lamarche réalisent Trognes.
Avec la maison d’édition Esperluète, elle collabore avec Eddy Devolder pour le Kangourou de Cook (1977) et Le Dodo de Lewis Carroll (2004), avec Serge Meurant pour Une saison en éclat (2009) et avec Michel Bernard pour Moi, l’évier et Dieu  (2000).
Elle réalise encore des images pour deux volumes de la série « Mon Papa » écrite par Ben Durant et publiée chez Quadri.
Elle illustre quatre contes d'Amélie Nothomb, publiés à La Pierre d’Alun, Brillant comme une casserole et Poids plumes (2019) de Nicole Malinconi, chez Esperluète.

## Prix et distinctions
- 1986 : Mention en sculpture au Concours Jeunes Talents, Médiatine, Woluwe-Saint-Lambert.
- 1987 : Mention en technique d’impression au Concours Jeunes Talents, Médiatine, Woluwe-Saint-Lambert.
- 1989 : Lauréate du Prix de la Gravure et de l’Image imprimée de la Communauté française de Belgique, Centre de la Gravure et de l’Image imprimée, La Louvière[13].
- 1996 : Première Lauréate (ex æquo) de la Biennale d’Arts Plastiques Démocratie et Paix, Maison de la Laïcité, La Louvière
- 1997 : Prix La Montagne de la 4e Triennale mondiale d’Estampes Petit Format, Chamalières, France[14]
- 2009 : Lauréate de la 7e Biennale internationale de Gravure contemporaine, Liège[14].

## Expositions
Kikie Crêvecœur expose en Belgique et à l’étranger depuis 1983. Une liste complète de ses expositions est disponible sur le site de la galerie Monos
- 1997 : Focale 18, galerie, Delémont, Suisse, en duo avec 7
- 1998 : Galerie, Trois-Rivières, Québec
- 1999 : Or l’Art, galerie, Delémont, Suisse
- Atelier M.P. Lesage, Olwisheim, France
- Dynamique des vides, Le Salon d’Art, galerie, Bruxelles
- 2000 : Espace La Montagne, Chamalières, France
- 2003 : Un palace dans une gomme, Gravicel, Le Salon de Gravure, Lille, France
- Énergie libre, Maison de la Culture, Namur[15]
- 2004 : Aperçu rétrospectif, Académie des Beaux-Arts, Tamines
- 2005 : Métamorphoses du vivant, Le Salon d’Art, galerie, Bruxelles
- Bribes et échappées. L’œuvre gravée 1986-2006, Centre de la Gravure et de l’Image imprimée, La Louvière[13].
- 2007 : Bribes et échappées, Délégation Wallonie Bruxelles, Prague, République Tchèque[16].
- Mémoire(s) de gommes, Maison de l’Emulation, Liège[17]
- 2009 : Comme une ride à la surface de l’eau, Le Salon d’Art, galerie, Bruxelles[18].
- Sorties de presse, Pierre Alechinsky et son invitée Kikie Crêvecoeur, Botanique, Bruxelles[19]
- 2010 : Trans(e)mutations, Cabinet des Estampes et des Dessins de la Ville de Liège[20].
- 2011: Modulab invite Kikie Crêvecoeur, Metz, France[5].
- 2012: Rencontre autour du livre, CLA, Bruxelles
- 2013 : Bruissements, Le Salon d’Art, galerie, Bruxelles
- 2014 : Autres Bruissements, Livres & Art galerie, Louvain-la-Neuve
- 2015 : Infinis éphémères, Monos galerie, Liège[14]
- Tête-à-Tête étoilé, Dominique Baudon et Kikie Crêvecoeur, Espace b, Glabais[21]
- 2016 : Kikie Crêvecoeur, Lycée Alphonse Daudet, Nîmes, France[22]
- 2017: Variations Bruxelloise, Pâtisserie Nys, Trois-Rivières, Québec
- 2018 : Le jour avant le vent, Le Salon d'Art , Bruxelles[6]
- 2020 : Kiki Crêvecoeur entre les pages, Bibliotheca Wittockiana, Musée des Arts du Livre et de la Reliure, Bruxelles[23]
- 2021 : La beauté du monde, exposition collective, Exit 11, Grand-Leez[24].

## Collections
De nombreuses institutions publiques et privées ont acquis des gravures de Kikie Crêvecœur :
- le Centre de la Gravure et de l’Image imprimée à La Louvière[1]
- le musée du petit format papier à Viroinval[25]
- le musée de Mariemont à Morlanwelz
- la collection Belfius
- le cabinet des Estampes et Chalcographie de l’Albertine, Bruxelles
- le cabinet des Estampes et des Dessins de la Ville de Liège[26]
- la commune de Watermael-Boitsfort
- les collections de Livres d’Artistes de Watermael-Boitsfort[27]
- la Bibliotheca Alexandrina, Égypte
- la Médiathèque de Thionville, France[28]
- la Bibliothèque nationale de France, Paris, France[29]
- la Bibliothèque Nationale du Québec[30].